# Helianthus grosseserratus
Helianthus grosseserratus là một loài thực vật có hoa trong họ Cúc. Loài này được M.Martens mô tả khoa học đầu tiên năm 1839.